# Dịch bệnh trên loài hoang dã

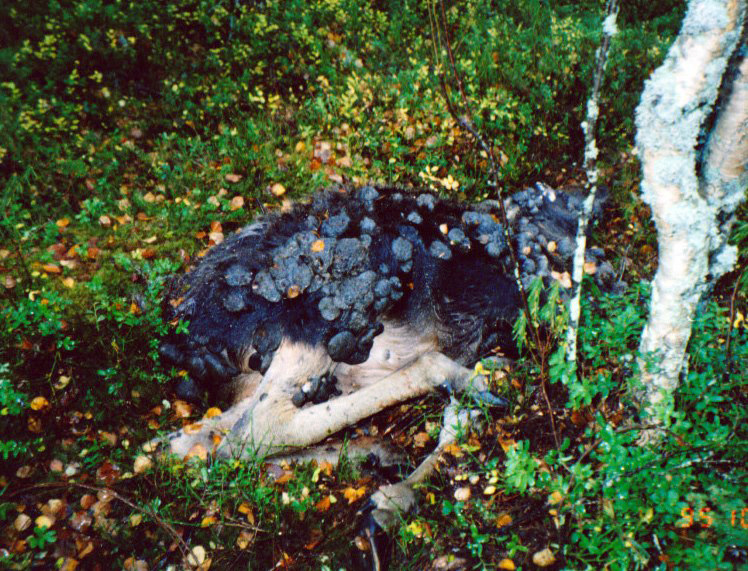
Một con hươu non chết vì dịch bệnh trong tự nhiên

Dịch bệnh trên loài hoang dã (Wildlife disease) là các dịch bệnh diễn ra từ các quần thể động vật hoang dã và lây lan lẫn nhau. Động vật hoang dã, động vật thuần hóa, được nuôi nhốt và con người đã và đang có chung một số lượng lớn và ngày càng tăng các bệnh truyền nhiễm, nhiễm trùng được gọi là bệnh truyền nhiễm từ động vật sang người xuất phát từ động vật lây truyền bệnh (Zoonoses). Sự toàn cầu hóa liên hồi của xã hội, sự gia tăng dân số của con người và sự thay đổi cảnh quan và môi trường sinh thái liên quan làm tăng thêm mối quan hệ tương tác giữa con người và các động vật khác, do đó tạo điều kiện cho các bệnh truyền nhiễm phát sinh thêm.
Các bệnh đương thời có nguồn gốc từ động vật bao gồm SARS, bệnh Lyme và vi rút Tây sông Nile là những căn bệnh đáng chú ý. Dịch bệnh xuất hiện và hồi sinh trong các quần thể động vật hoang dã được coi là một chủ đề quan trọng đối với các nhà bảo tồn, vì những dịch bệnh này mà hoành hành thì có thể ảnh hưởng đến tính bền vững của các quần thể bị ảnh hưởng và sự tồn tại lâu dài của một số loài. Những thí dụ về các bệnh như vậy bao gồm bệnh chytridiomycosis ở động vật lưỡng cư; bệnh gầy còm mãn tính ở hươu (CWD); hội chứng mũi trắng ở dơi (WNS); và bệnh u mặt quỷ (DFTD) ở loài quỷ Tasmania

## Phòng ngừa

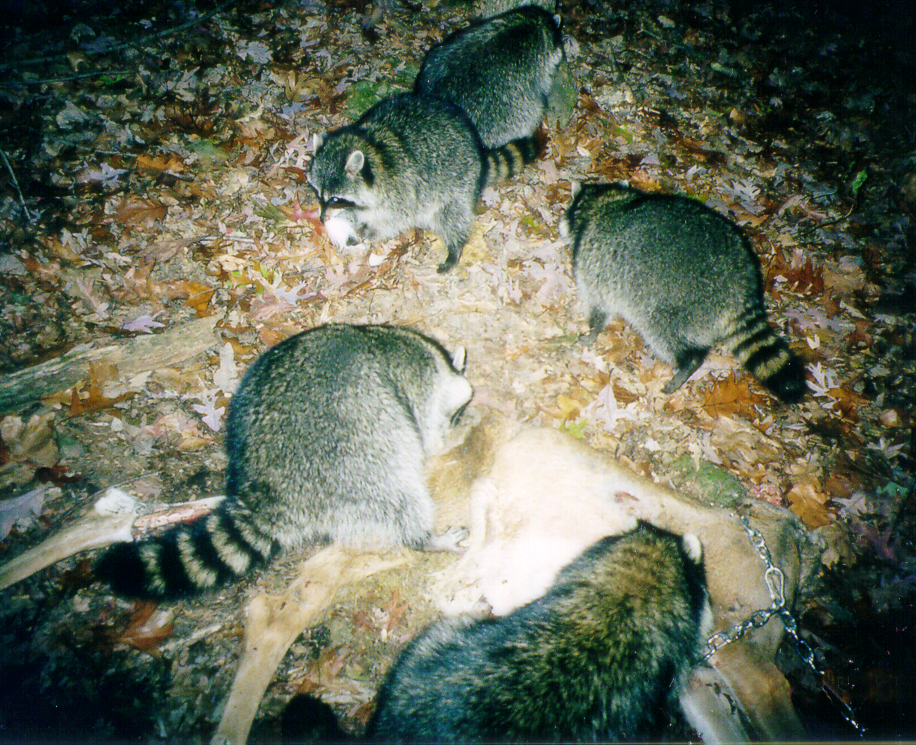
Những con gấu mèo đang ăn xác một con hươu chết vì bệnh gầy còm mãn tính

Sự bùng phát dịch bệnh ở động vật hoang dã đôi khi được kiểm soát bằng cách giết chết những cá thể bị nhiễm bệnh để ngăn chặn sự lây truyền sang những động vật quan trọng trong hộ gia đình và những vật nuôi, đối tượng nuôi có giá trị kinh tế. Đây là cách thức cô lập các cá thể bị nhiễm bệnh để tiêu diệt mầm bệnh hầu dập dịch bệnh, biện pháp này được sử dụng rộng rãi trong những lần xuất hiện các ổ dịch vật nuôi trên diện rộng và đã có những hiệu quả rõ ràng, nhưng những người ủng hộ quyền động vật phản đối việc tiêu hủy động vật, vì họ coi các cá thể động vật hoang dã là có giá trị bản chất phổ quát và tin rằng chúng có quyền được sống.
Sự đau khổ ở động vật hoang dã, do hậu quả của dịch bệnh cũng đã được một số tác giả chú ý đến, những người cho rằng chúng ta nên giảm bớt hình thức đau khổ này thông qua các chương trình tiêm chủng. Các chương trình như vậy cũng được coi là có lợi trong việc giảm sự phơi nhiễm của con người và vật nuôi trong nhà với bệnh tật và bảo tồn các loài. Thuốc chủng ngừa bệnh dại bằng liều uống đã được sử dụng thành công ở nhiều quốc gia để kiểm soát sự lây lan của bệnh dại trong các quần thể động vật hoang dã và giảm phơi nhiễm cho con người. Các nước như Úc, Anh, Tây Ban Nha và New Zealand đều đã tiến hành các chương trình tiêm chủng thành công để ngăn ngừa bệnh lao bò, bằng cách tiêm phòng cho lửng, thú có túi và lợn rừng. Để đối phó với đại dịch COVID-19, người ta đã đề xuất rằng, trong tương lai, động vật hoang dã có thể được tiêm vắc-xin coronavirus để giảm bớt sự đau khổ cho những động vật bị ảnh hưởng, ngăn ngừa lây truyền dịch bệnh.